# کوارتت زهی شماره ۲ (چایکوفسکی)
کوارتت زهی شماره ۲ در فا ماژور، اپوس. ۲۲، قطعه موسیقی اثر پیوتر ایلیچ چایکوفسکی است که بین دسامبر ۱۸۷۳ و ژانویه ۱۸۷۴ ساخته شد. اولین اجرای این اثر در ۲۲ مارس ۱۸۷۴ اتفاق افتاد.
در اکتبر ۱۸۷۴، چایکوفسکی در نوشته‌هایش این اثر را به عنوان بهترین کار خود معرفی کرد: «من آن را به عنوان بهترین اثر خودم در نظر می‌گیرم؛ هیچ قطعه دیگری به این سادگی و آسانی از من منتشر نشده است. من تقریباً آن را در یک نشست نوشتم.» (از نامه به برادرش مودست، به نقل از مرجع). همچنین بعداً (نقل شده در فصل '۱۸۷۹–۱۸۸۱')، «من آن موسیقی (واکولا) را با عشق و دلپذیری نوشتم، همانطور که … کوارتت دوم را نوشتم» (از نامه به نادژدا فون مک، همان منبع).

## ساختار
این کوارتت زهی در چهار موومان ساخته شده است:
1. آداجو – مودراتو آسای، کوآزی آندانتیو (فا ماژور)
2. آلگرو جوستو (ر بمل ماژور) ♭
3. آندانته ما نون تانتو (فا مینور)
4. آلگرو کن موتو (فا ماژور)

موومان اول با یک مقدمه کند ۱۸ بار بدون علامت کلید در زمان 6
8 آغاز می‌شود، با شخصیتی تقریباً شبیه به کادنزا با زینت‌های روکوکو فزاینده. این مقدمه به بدنه اصلی در زمان 4
4 منجر می‌شود.